# Ямайска късоопашата хутия
Ямайската късоопашата хутия (Geocapromys brownii) е вид бозайник от семейство Хутиеви (Capromyidae). Видът е световно застрашен, със статут Уязвим.

## Разпространение и местообитание
Разпространен е в Ямайка.